# 普通教育
普通教育（ふつうきょういく、英: universal education）とは、全国民共通の一般的・基礎的、なおかつ国民に必要とされる教育で、職業的・専門的ではない教育。

## 欧米における普通教育
近代教育思想は、コメニウス、ルソー、ペスタロッチらの思想をもとに確立された。これらの近代教育思想は身分、職業、貧富の差による教育格差の打破を説き、万人に共通に必要とされる教育として普通教育（universal education）が提唱されるようになった。
しかし、19世紀のヨーロッパでは富国殖産のための教育が重視され、近代的な初等学校はむしろ階級的な学校観を反映した管理運営がなされた。
一方、アメリカ合衆国ではヨーロッパから多くの移民が流入し、政治的・宗教的・道徳的価値観の混乱がみられるようになったため、コモン・スクール等のカリキュラムを通して普通教育は展開された。

## 日本における普通教育
日本では初等教育・中等教育として行われるものを指し、それらは学習指導要領に基づく教育課程となっている。専門教育、高等教育などと対置される概念。

### 概念
普通教育という用語は、主に教育法令分野で用いられ、一般的に小学校などの初等教育や、中学校・高等学校・中等教育学校などの中等教育に関する概念として用いられている。
このうち初等教育および前期中等教育は義務教育となっており、日本では日本国憲法第26条第2項が「すべて国民は、法律の定めるところにより、その保護する子女に普通教育を受けさせる義務を負ふ。義務教育は、これを無償とする。」と定める（なお、憲法上の『普通教育』の公訳はordinary education）。学校教育法第16条では、この義務教育の期間を9年間と定めている。
なお、後期中等教育における「普通教育を主とする学科」は「普通科」とされている（高等学校設置基準第5条・第6条第1項など）。また、「普通教育及び専門教育を選択履修を旨として総合的に施す学科」は「総合学科」とされている（高等学校設置基準第5条・第6条第3項など）。
さらに、「障害による学習上又は生活上の困難を特に有しない一般の児童・生徒・幼児を対象とした教育。特別支援教育に対置される概念。」という誤解もあるが、特別支援学校の小学部や中学部の教育も「普通教育」である。「特別支援教育」に対置される概念は「通常の教育」ないしは「通常教育」である。

### 普通教育の段階
初等教育、中等教育で行われる普通教育は次の通り区分されている。
- 初等教育（義務教育として行われる普通教育のうち基礎的なもの[6]）: 小学校、義務教育学校の前期課程、および特別支援学校の小学部の段階
- 前期中等教育（義務教育として行われる普通教育[7]）: 中学校、義務教育学校の後期課程、中等教育学校の前期課程、および特別支援学校の中学部の段階
- 後期中等教育（高度な普通教育[8]）: 高等学校、中等教育学校の後期課程、および特別支援学校の高等部の段階